# Бисјер (Калвадос)
Бисјер (фр. Bissières) насеље је и општина у северној Француској у региону Доња Нормандија, у департману Калвадос која припада префектури Лисје.
По подацима из 2011. године у општини је живело 180 становника, а густина насељености је износила 116,13 становника/km². Општина се простире на површини од 1,55 km². Налази се на средњој надморској висини од 15 m метара (максималној 50 m, а минималној 13 m m).

## Демографија
| 1962. | 1968. | 1975. | 1982. | 1990. | 1999. | 2011. |
| ----- | ----- | ----- | ----- | ----- | ----- | ----- |
| 130   | 97    | 117   | 149   | 160   | 155   | 180   |

График промене броја становника у току последњих година